# Іван Корбанколев
Іван Атанасов Корбанколев (болг. Иван Корбанколев; нар. 20 червня 1987, Іхтіман, Болгарія) — болгарський футболіст, нападник клубу «Єледжик» (Іхтіман).

## Життєпис
Футбольний шлях Іван розпочав у юнацькій академії клубу «Ботев» (Іхтіман). З 2003 по 2004 рік виступав за молодіжну команду «Академіка» (Софія). У травні 2004 року Корбанколев приєднався до київського «Динамо». У футболці динамівців зіграв 3 матчі за дублюючий склад. У квітні 2005 року повернувся до «Академіка». по завершенні сезону, проведеного в «Хебарі» (Пазарджик), перейшов до першолігової «Монтани». У 2009 році перейшов до «Напуснала», після чого повернувся в «Єледжик» (Іхтіман).